# Damazan
Damazan is een gemeente in het Franse departement Lot-et-Garonne (regio Nouvelle-Aquitaine). De plaats maakt deel uit van het arrondissement Nérac. Damazan telde op 1 januari 2022 1.353 inwoners.

## Geschiedenis
Damazan werd in 1259 gesticht als bastide door Alfons van Poitiers. Hij liet de stad volgens een dambordpatroon bouwen in de vallei van de Garonne. In de 19e eeuw werd het Canal de Garonne gegraven.

## Geografie
Damazan ligt aan het Canal de Garonne aan de zoom van de Landes en de wijngaarden van Buzet. De autosnelweg A62 loopt door de gemeente.
De oppervlakte van Damazan bedroeg op 1 januari 2022 16,37 vierkante kilometer; de bevolkingsdichtheid was toen 82,7 inwoners per km².

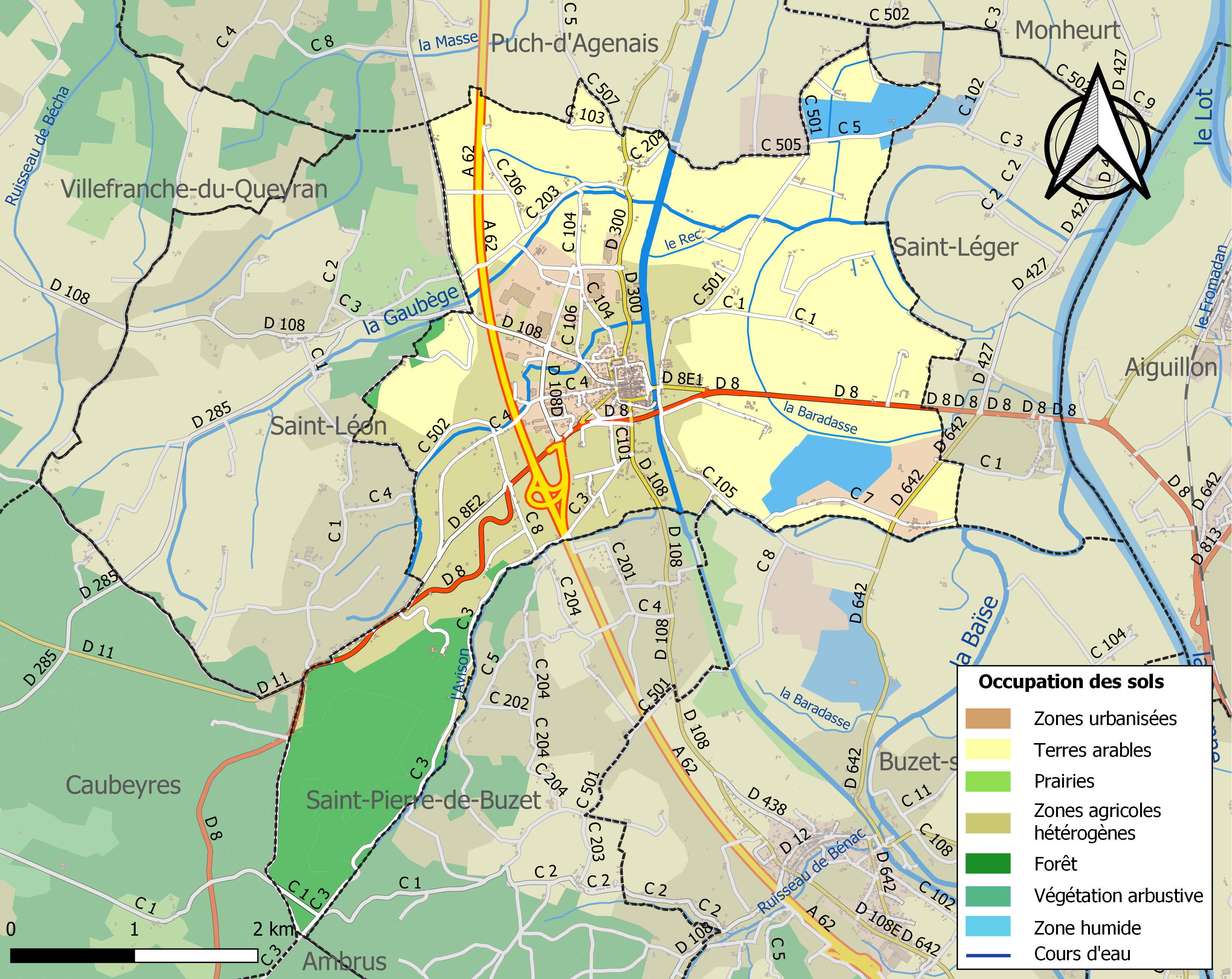
Kaart van de gemeente met de belangrijkste infrastructuur, bodemgebruik en omliggende gemeenten

## Demografie
Onderstaande figuur toont het verloop van het inwonertal (bron: INSEE-tellingen).